# Leninova cena
Leninova cena (rusky Ленинскaя премия) byla v SSSR jedna z nejvyšších forem vyznamenání občana za nejvýznamnější dílo z oblasti vědy, techniky, literatury, umění a architektury.

## Historie ceny

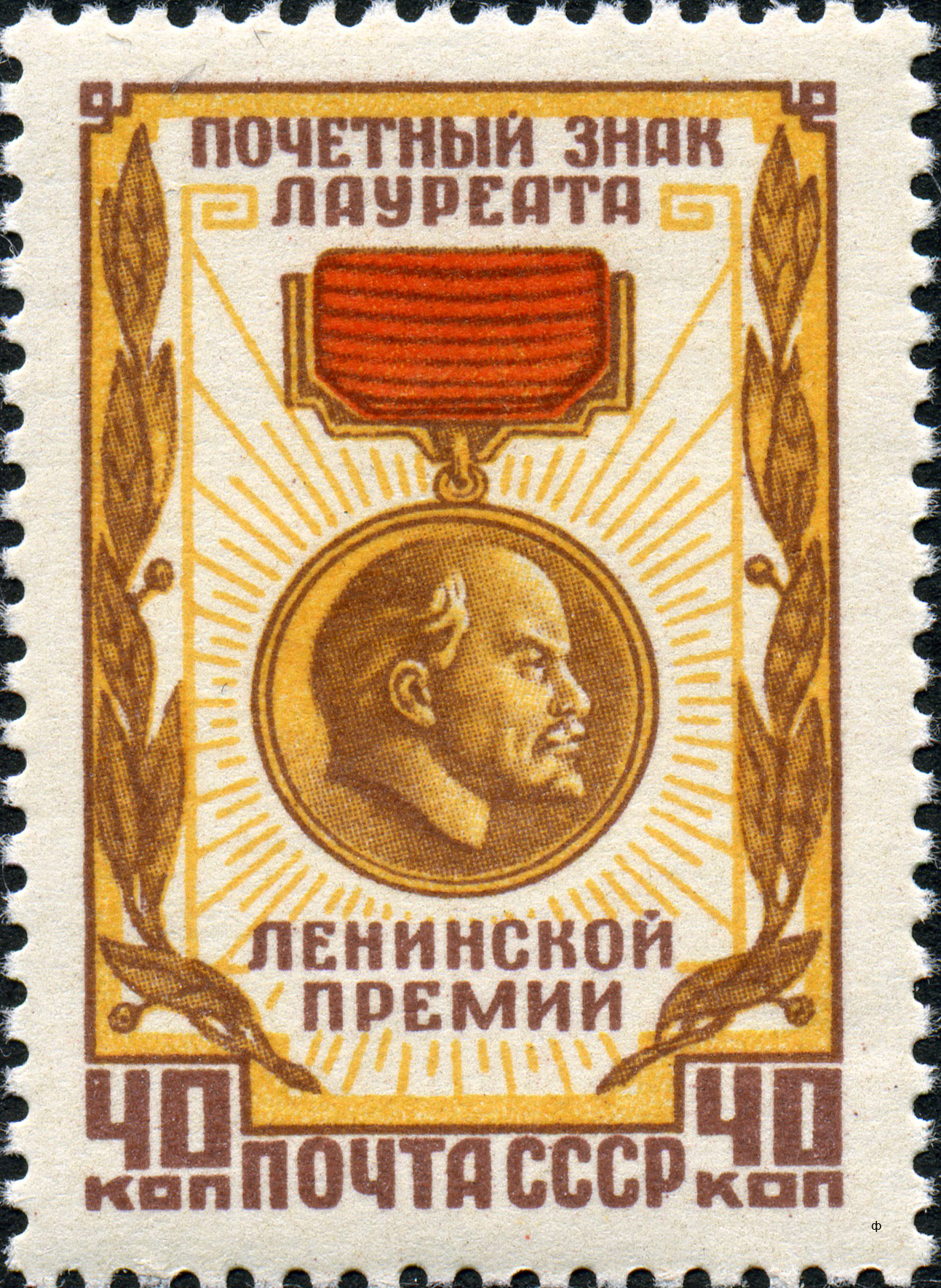
Známka SSSR zobrazující Leninovu cenu

Cena V. I. Lenina byla zřízena 23. června 1925 usnesením ÚV Všesvazové komunistické strany (bolševiků) a Sovětu lidových komisařů. Zpočátku se ceny udělovaly jen za díla vědecká.
V letech 1935 až 1957 nebyly ceny udělovány. (V letech 1941 – 1954 byly udělovány Stalinovy ceny ve třech stupních).
15. srpna 1956 přijal ÚV KSSS a Rada ministrů SSSR usnesení o obnovení Leninovy ceny, která bude udělována každoročně v den výročí narození V. I. Lenina – 22. dubna. Roku 1957 bylo stanoveno, že Leninovy ceny budou udělovány za vynikající vědecké práce, architektonické a technické projekty, vynálezy zavedené do národního hospodářství, technologické postupy a další; byla také zřízena Leninova cena za vynikající díla literatury a umění. V březnu 1960 byla zřízena Leninova cena za oblast žurnalistiky a publicistiky.
Od roku 1957 se Leninovy ceny udělovaly každý rok, od roku 1967 jedenkrát za dva roky (v sudé roky). Dosti často se udělovaly tak zvané „skryté“, nebo „tajné“ Leninovy ceny (hlavně za práce spojené s obranou vlasti, usnesení o jejich udělení se nepublikovala). V těchto případech pravidlo „jedenkrát za dva roky“ nemuselo platit.
Od roku 1961 se, v souladu se zřizovacím usnesením, mohlo udělit ročně až 76 cen. Z nich 60 uděloval výbor pro Leninovu cenu z oblasti vědy a techniky a 16 výbor pro Leninovu cenu z oblasti vědy a umění při Radě ministrů SSSR. Zprvu počet cen dosahoval čísla 42, ale roku 1967 se snížil na 25. Laureáti dostávali diplom, zlatou medaili a peněžní prémii. Roku 1961 to bylo 7500 rublů na laureáta, od roku 1969 pak 10000 rublů.
V období let 1956-67 byla Leninova cena jedinou vysokou státní cenou, proto bylo množství laureátů vysoké. Roku 1967 byla zřízena Státní cena SSSR, která byla považována za méně prestižní, což zvýšilo úroveň Leninovy ceny. Nebylo také dovoleno udělit obě ceny za stejné dílo.
Podle usnesení ÚV KSSS a Rady ministrů SSSR z 9. září 1966 (СП СССР, 1966, № 21, ст. 188) se jedenkrát za dva roky udělovalo 30 Leninových cen (z toho 25 za vědu a techniku a 5 za literaturu, umění, architekturu). Roku 1970 byla zřízena doplňková prémie za literární a umělecká díla pro děti. Usnesením ÚV KSSS a Rady ministrů SSSR ze 17. února 1967 byl stanoven okruh státních a společenských institucí, které navrhovaly laureáty Leninovy ceny. Leninova cena nemohla být udělena jednomu laureátovi vícekrát.

## Mezinárodní Leninova cena
Leninova cena se nesmí zaměňovat s Mezinárodní Leninovou cenou (Международная Ленинская премия «За укрепление мира между народами» – Mezinárodní Leninova cena „Za upevnění míru mezi národy“), udělovanou sovětskou vládou většinou občanům jiných států.